# エンスージア プロフェッショナル レーシング
『エンスージア ～プロフェッショナル レーシング～』（ENTHUSIA ～PROFESSIONAL RACING～）は、KONAMIが2005年3月17日に発売したPlayStation 2（以下PS2）用レースゲーム。

## 概要
3年の開発期間をかけてKONAMIが開発した、リアルドライビングシミュレーター。タイトルは愛好家を表す「エンスージアスト」に由来している。
従来のゲームの弱点（リアルさを損なう一大要因）とされてきた体感Gに関しては、映像の工夫や実車（レース等）でも採用されているGロガーを模した（3軸Gセンサーとタイヤグリップを可視化した）もので表現し、また『GT4』ではヨーの収束（慣性の収束）をリアリスティックなものではなくゲーム的に「味付け」してあるのに比べ、エンスージアでは純粋な理論計算のみで行うなど徹底しているのが特徴である。

## ゲームシステム
ENTHUSIA LIFE
メインモード。プレイヤーはレーシングドライバーとなって様々なレースに出場し、ランキングポイントを貯め世界ランキング1位を狙う。
レースにはそれぞれグレードが存在し、上からRS（ランキング50位以内が条件）、RI（300位以内が条件）、RII（500位以内が条件）、RIII（800位以内が条件）、RIV（RNを5回走破or2回優勝）、RN（条件なし）となっている。
プレイヤー搭乗車の初期性能はオッズで示される。この値が小さいと後寄りのスターティンググリッド=初期性能が高い事を示しており、値が大きいと前寄りのスターティンググリッド=初期性能が低い事を示している。実際の獲得ポイントは「レースグレード×順位倍率×オッズ倍率」で算出される。
ランキングポイントによってランキングが変化し、12月4週の時点でランキング6位以内になっていると「年間王者グランプリ」が出現。これに勝利することでエンディングとなる。
この他、レース終了時に「スキルポイント」を獲得できる。接触及びコースアウトで獲得量は減少する。スキルレベル・チューンレベル（後述）のアップに必要となる。
車両にはそれぞれ「チューンレベル」が設定されており、スキルポイントの獲得量によってlv1（初期状態）から最大lv10までチューニングされる。初期性能が高い車種ほどチューンに必要なスキルポイントは多くなる。
ドライバーズHPと呼ばれる体力の概念が存在し、接触やコースアウトで減少、0になると次週のレースには出場できなくなる。その週のレースを休場して全回復することができる。
車両のアンロックはレース終了後にルーレットで選定されるが、入賞していなければならない。レーシングカーはRSレースへの入賞でアンロックされる。
コースのはランキングの上昇に伴って出現する。一度出現させれば以後は常駐するようになる。
DRIVING REVOLUTION
コースに設置されたスピードプレートを所定の速度で通過し、ポイントを貯めステージクリアを目指すモード。
プレートはレコードライン上に設置されており、車速によって状態が変化する。車速が適正である場合は黄緑色に点灯するが、低すぎると水色に、高すぎるとオレンジ色に変化する。適正速度はプレートのバーで確認できる。
判定は上からPERFECT、GREAT、GOOD、BAD、MISSとなっており、上位2判定は加点、下位2判定は減点、GOODはスコア変動なしとなっている。PERFECT、GREAT判定を連続して出すとコンボボーナスが発生する。この他、接触や逆走はPENALTYの対象となり、大幅に減点される。
スコアの状況は画面左下、緑色のDRゲージに表示される。区間終了時にスコアがゲージの赤線を越えている=目標スコアを達成しているとステージクリアとなる。他、ゲージが空の状態で減点されるとGAME OVERとなり強制失格となる。
ステージを完走すると評価がなされる。評価は上からS、A、B、C、D（失格）。
lv.1〜lv.18まで存在（1lvにつき4ステージ）し、lv.17まではそれぞれ異なるコースを攻略する。
lv.18は「CHALLENGEレベル」となっており、試験内容は4ステージいずれもアクセル全開・ブレーキ不可の条件下で、コーナーをドリフトでクリアするという極めて難易度の高いものとなっている。
このモードには達成率が存在し、一定%を超える毎にFREE RACE、TIME ATTACKで使用できる車種が増加していく。また、特定レベルのクリアでしかアンロックされない車種も存在する。達成率100%を達成するには、全72ステージでS評価を出さなくてはならない。
TIME ATTACK
コースのタイムを計測するモード。1ラップアタックのほか、特定セクターに限ってのアタックも可能。一部コースは選択不可。
FREE RACE
プレイヤーの好みに応じたレースを行うモード。敵車5台（一部コースは1台）の車種とスターティンググリッドを自由に変更できるほか、周回数を1〜200周まで設定可。一部コースは選択不可。
周回数・自車のセッティング・敵車の車種・スターティンググリッドを一切変更せずにレースを開始すると、黒旗部分に鍵マークが出現する。この状態で一度も黒旗判定を出さずに走破すると、自車より下位でゴールした車種がアンロックされ、TIME ATTACK及びFREE RACEで使用できるようになる。

## コース紹介
特記なければ全モードで使用可能。レースでは6台走行。ただし、ダート・スノー・ウェットコースは一律2台走行。
- AIRPORT SQUARE（エアポートスクエア）
  - コンディション…昼・ドライ

空港内に設けられた駐車場。長方形の舗装路面で構成されたフィールドとなっている。
ENTHUSIA LIFE・TIME ATTACKでのみ使用可。レース不可。
- OCEAN BRIDGE（オーシャンブリッジ）
  - 全長…1,000 m[注釈 12]
  - コンディション…昼・ドライ、昼・ウェット

海上に伸びる道路橋。延々とストレートのみが続くため、マシンの純粋なパワーが問われるステージ。ドライ路面とウェット路面の二種が存在する。
ENTHUSIA LIFE・TIME ATTACKでのみ使用可。レース不可。
- COSMIC EGGWAY（コズミックエッグウェイ）
  - 全長…1,109 m
  - コンディション…昼・ドライ

宇宙センター内に設けられた、卵形の高速サーキット。
ENTHUSIA LIFE・TIME ATTACKでのみ使用可。レース不可。
- COSMIC WINDING（コズミックワインディング）
  - 全長…1,541 m
  - コンディション…昼・ドライ

COSMIC EGGWAYの派生コース。バックストレートから分岐し、Ω型のコーナーを回り込むレイアウト。
ENTHUSIA LIFE・TIME ATTACKでのみ使用可。レース不可。
- WILD WEST ENDURO（ワイルドウェストエンデューロ）
  - 全長…627 m
  - コンディション…夜・ダート

夜のスタジアム内に設けられたダートコース。全コース中で最短。
ENTHUSIA LIFE・TIME ATTACKでのみ使用可。レース不可。
- REV CITY（レヴシティ）
  - 全長…2,866 m
  - コンディション…昼・ドライ

都市高速を舞台とした市街地コース。急コーナーと緩やかなコーナーがバランスよく配置されている基本的なコース。
このコースは『ロードファイターズ』に「湾岸線コース」として登場する。
- MARCO STRADA（マルコストラーダ）
  - 全長…1,575 m
  - コンディション…昼・ドライ、夜・ウェット

イタリア・ヴェネツィアを舞台とした市街地コース。主に中・低速コーナーとストレートで構成されている。
ウエットのみ敵車が1台のみのマッチレースになる。
- AUTUMN HILL（オータムヒル）
  - 全長…1,697 m
  - コンディション…昼・ドライ

紅葉が立ち並ぶ秋の和風コース。低速から高速、複合など、様々なコーナーを短いストレートで繋いだコース。
このコースは『ロードファイターズ』に「郊外コース」として登場する。
- AUTUMN MOUNTAIN（オータムマウンテン）
  - 全長…2,630 m
  - コンディション…昼・ドライ

AUTUMN HILLの派生コース。2コーナーの先で分岐し、高低差の激しい山岳地帯を走る。
- TSUKUBA CIRCUIT（筑波サーキット）
  - 全長…2,045 m
  - コンディション…昼・ドライ、夜・ドライ、昼・ウェット

実在サーキット。
- VICTORIA GARDEN（ヴィクトリアガーデン）
  - 全長…1,722 m
  - コンディション…昼・ドライ

ロンドンを舞台とした市街地コース。低・中速コーナーが連続し、所々でコース幅が急激に狭くなる難コース。ホームストレートの始端ではアドミラルティ・アーチを通過する。
このコースは『ロードファイターズ』に「英国コース」として登場する。
- VICTORIA ROAD（ヴィクトリアロード）
  - 全長…3,273 m
  - コンディション…昼・ドライ

VICTORIA GARDENの派生コース。中盤で分岐し、高低差の激しい高速セクションが追加されている。コース脇にはビッグ・ベンがそびえ立つ。
- ROUTE de la SEINE（ルート・ド・ラ・セーヌ）
  - 全長…3,062 m
  - コンディション…昼・ドライ

パリを舞台とした市街地コース。シケイン状の低速コーナーが多く、ホームストレート以外では道幅も狭い。終盤にはループ状のコーナーが存在する。ホームストレートからは凱旋門が見える。
- BURGENSCHLUCHT（ブルゲンシュルフト）
  - 全長…4006m
  - コンディション…昼・ドライ

山がちな丘陵地帯を走るコース。夕方のため全体的に薄暗く、中盤の森林地帯は路面の起伏もあいまって見通しがほとんど利かない高難度セクションとなっている。
モチーフはドイツ・ローテンブルク。
このコースは『ロードファイターズ』に「丘陵コース」として登場する。
- SPEEDIAPOLIS RING（スピーディアポリスリンク）
  - 全長…4006m
  - コンディション…昼・ドライ

オーバルコース。2本の長大ストレートを「コ」の字に近いコーナーで結んだレイアウトとなっている。
モチーフはアメリカ・インディアナポリス・モーター・スピードウェイ。
このコースは『ロードファイターズ』に「オーバルコース」として登場する。
- PACIFIC GATEWAY（パシフィックゲートウェイ）
  - 全長…3,888 m
  - コンディション…昼・ドライ

サンフランシスコをモチーフとした市街地コース。高低差が激しく、序盤の長い急坂区間では車両の基本性能が試される。
- DRAGON RANGE（ドラゴンレンジ）
  - 全長…5043m
  - コンディション…夜・ドライ

夜の峠道コース。コースは1本道となっており、ヒルクライムとダウンヒルが存在する。他の夜間コースと異なりコース上に照明が少ないため、見通しは劣悪を極める。中盤には連続ヘアピンも存在し、難易度は非常に高い。レースの際は2台走行となる。
立地はドイツ。
このコースは『ロードファイターズ』に「峠コース」として登場する。
- LÖWENSEERING（ルーヴェンゼーリンク）
  - 全長…6528m
  - コンディション…昼・ドライ

オリジナルサーキット。高速コーナーからヘアピンカーブまで、多種多様なコーナーが待ち受ける高難度サーキット。
立地はドイツだが特定のモチーフは存在せず、世界各地のサーキットをモチーフにしたものとされている。
このコースは『ロードファイターズ』に「サーキットコース」として登場する。
- Nürburgring Nordschleife（ニュルブルクリンク 北コース）
  - 全長…20832m
  - コンディション…昼・ドライ

実在サーキット。全長20kmにも及ぶ難攻不落のロングコース。
TIME ATTACKでは非周回コースとなる。
- MYSTIC CAVEWAY（ミスティックケイブウェイ）
  - 全長…1707m
  - コンディション…昼・ダート

薄暗い洞窟内を走るダートコース。スタート地点は地上だが、コースの大半は洞窟である。洞窟内部にはヘアピンカーブやブラインドが数多く待ち受ける。
モチーフは日本・山口県の秋芳洞。
このコースは『ロードファイターズ』に「洞窟コース」として登場する。
- EDGE OF THE ROAD（エッジオブザロード）
  - 全長…3368m
  - コンディション…昼・ダート

崖と滝、そのほとりにある洞窟を走るダートコース。全体的に開けており見通しは良いが、洞窟内は道幅が狭く見通しも悪い。
モチーフはスペイン・ピコス・デ・エウロパ国立公園。
- MIRAGE CROSSING（ミラージュクロッシング）
  - 全長…?m[注釈 16]
  - コンディション…昼・ダート

灼熱の砂漠を駆け抜けるコース。このコースのみの特徴として両脇に旗が設置されており、旗より外側にはみ出すと車両がスタックし強制リタイヤとなる。
TIME ATTACKでは使用不可。
モチーフはアフリカ・サハラ砂漠。
- WINTERTRAUM（ヴィンタートラウム）
  - 全長…2411m
  - コンディション…昼、スノー

BURGENSCHLUCHTの派生コースにして、唯一のスノーコース。ホームストレート〜1コーナーを共有している。路面ミューが極めて低いためマシンが不安定になりやすく注意が必要。雪のため視程も悪くなっている。

## 登場車種
収録車種は全211台。
Audi
- R8 TEAM GOH 2004(Race Car)
- R8 TEAM GOH 2003(Race Car)
- RS6
- A8 4.2 quattro
- TT Coupe 3.2 quattro Sline
- オールロード クアトロ
- TT Roadster 1.8T quattro
- A4 3.0 quattro sport

ASTON MARTIN
- V12 ヴァンキッシュ
- DB5 Vantage

ALFA ROMEO
- アルファ 156 GTA
- アルファ 147 GTA
- アルファ GTV 3.2 V6 24V
- アルファ GT
- SZ
- ジュリア スプリント GTA
- アルファ スパイダー Quadrifoglio Verde

ASL
- ガライヤ

MG
- MGB

Austin Healey
- スプライト MKI

OPEL
- アストラ V8 Coupe 24h(Race Car)
- ヴィータ GSi

CADILLAC
- セビル STS

CHRYSLER
- PTクルーザー

CATERHAM
- スーパーセブン SUPERLIGHT R500

SAAB
- 9-5 Aero 2.3TS

SHELBY
- コブラ 427 S/C

CITROËN
- クサラ
- サクソ VTS
- DS 23 Pallas
- C3
- 2CV6 Charleston

CHEVROLET
- コルベット スティングレイ Coupe(C3)
- コルベット Z51(C5)
- カマロ Z28
- コルベット スティング レイ Sport Coupe(C2)
- アストロ

JAGUAR
- Sタイプ R
- XKR 100
- XJ 4.0 Supercharged V8
- Eタイプ 4.2
- Xタイプ 2.5 V6 SPORT

SUZUKI
- カプチーノ

SUBARU
- インプレッサ(Rally Car)
- インプレッサ WRX STi(GDB type II)
- インプレッサ WRX STi Limited(GDB type I)
- インプレッサ WRX STi Version VI(GC8)
- インプレッサ 22B STi Version(GC8)
- レガシィ B4 2.0GT spec.B(BL5)
- レガシィ B4 RSK(BE5)
- レガシィ ツーリングワゴン GT-B E-tuneII(BH5)
- レガシィ ランカスター6
- フォレスター
- スバル ヤング SS

smart
- スマート フォーツー カブリオ

DAIHATSU
- ストーリア X4
- コペン

DAUER
- EB110

Dodge
- バイパー GTS

DE TOMASO
- パンテーラ GTS

DMC
- デロリアン

TVR
- サーブラウ 4.5
- タモーラ

Tommy Kaira
- ZZ S coupe

TOYOTA
- GT-one(Race Car)
- エッソ ウルトラフロー スープラ(Race Car)
- スープラ RZ(JZA80)
- MR2 GT-S(SW20)
- ソアラ 2.5GT-TWINTURBO
- アリスト V300 VERTEX EDITION
- セリカ GT-FOUR WRC(ST205)
- アルテッツァ RS200
- セリカ SS-II(ZZT231)
- セルシオ
- アルファード V
- ヴォルツ
- ヴィッツ RS TURBO
- MR2 G-Limited Super Charger(AW11)
- MR-S V EDITION
- カローラ 1.8 Luxel
- スプリンター トレノ 3door GT APEX(AE86)
- ランドクルーザー100
- 2000GT
- エスティマ ハイブリッド
- bB
- ist
- プリウス
- ファンカーゴ
- スポーツ800

NISSAN
- R390 GT1 (Race Car)
- ザナヴィ ニスモ GT-R(Race Car)
- ピックアップ(Rally Car)
- NISMO R34 スカイライン GT-R S-tune
- スカイライン GT-R V･specII Nür(R34)
- NISMO S15 シルビア R-tune
- スカイライン GT-R V･spec(R33)
- スカイライン GT-R V･specII(R32)
- フェアレディZ Version S(Z33)
- シルビア spec.R(S15)
- シーマ 450XV
- スカイライン クーペ 350GT PREMIUM(V35)
- ステージア
- スカイライン 350GT-8(V35)
- シルビア K's AERO(S14)
- シルビア K's(S13)
- 180SX TYPE X(RPS13)
- エルグランド
- プリメーラ 20V
- ウイングロード
- スカイライン 2000GT-R(KPGC110)
- スカイライン 2000GT-R(KPGC10)
- フェアレディ 240ZG(S30)
- ブルーバード 1600 SSS COUPE(510)
- マーチ
- キューブ
- モコ

BMW
- マクラーレン F1 GTR(Race Car)
- M1 procar(Race Car)
- 3.0 CSL(Race Car)
- M3 GTR road version(E46)
- M3 SPORT EVOLUTION(E30)
- Z4 3.0i
- 2002 turbo

HYUNDAI
- ヒュンダイ・クーペ

FIAT
- アバルト 1000 TCR
- アバルト 131 rally
- 500 F

Ford
- フォーカス Rally Car
- 2005 FORD GT
- 2005 マスタング GT
- マスタング mach 1
- サンダーバード
- 1966 マスタング GT

VOLKSWAGEN
- ゴルフ R32(IV)
- ゴルフ GTI(V)
- トゥアレグ
- ニュービートル
- ポロ
- ビートル Type1

PEUGEOT
- 206 Rally Car 2000
- 406 Coupe
- 206CC S16
- 106 S16

VOLVO
- S60 R
- V70 R

HONDA
- G'ZOX-NSX(Race Car)
- NSX タイプR(NA2)
- NSX typeS Zero
- S2000
- インテグラ TYPE R(DC5)
- シビック タイプR(EP3)
- アコード ユーロR(CL7)
- アコード ユーロR(CL1)
- インテグラ タイプR(DC2)
- シビック タイプR(EK9)
- オデッセイ アブソルート
- フィット 1.5T
- シティ TURBO II
- モビリオ
- シビック RS
- S800
- インサイト
- ビート

PONTIAC
- ファイヤーバード トランザム SD-455

MAZDA
- 787B(Race Car)
- RX-7 SPIRIT R(FD3S)
- RX-8 Type S
- サバンナ RX-7 INFINI(FC3S)
- サバンナ RX-7 GT-X(SA22C)
- アテンザ Sport 23Z
- アテンザ SEDAN 23E
- ロードスター RS-II(NB8C)
- ユーノスロードスター S-SPECIAL type II(NA8C)
- コスモ スポーツ
- サバンナ AP GT
- デミオ

MITSUBISHI
- ランサー エボリューション VII(Rally Car)
- パジェロ エボリューション(Rally Car)
- ランサー エボリューション VIII GSR
- ランサー エボリューション VII GSR
- ランサー エボリューション VI T.M.EDITION
- ランサー GSR Evolution III
- パジェロ ショート
- ギャラン GTO MR
- コルト
- eKワゴン

MINI
- ミニ COOPER S

Mercedes-Benz
- CLK-DTM(Race Car)
- SLR
- S600L
- C32 AMG
- CL55 AMG
- SL 500
- G500L
- 300 SL

MORRIS
- ミニ COOPER 1275S MkI

LANCIA
- デルタ integrale EVOLUTIONEII
- ラリー 037
- ストラトス

LAND ROVER
- レンジローバー

RUF
- turbo R
- CTR
- RGT

RENAULT
- ルーテシア RENAULT sport2.0 RENAULT F1Team LIMITED Edition
- アヴァンタイム
- 5 Turbo 2
- アルピーヌ A110 1600SC

LOTUS
- エリーゼ 111S
- エスプリ S2
- ヨーロッパ SPECIAL
- エラン S.3

## その他
- 本ソフトと合わせてGT-FORCE PRO互換で市販の実車用ステアリングを取り付けられるハンドルコントローラーを販売するはずだったが、諸事情により急遽中止となった（オープニング映像では使用されている）。
- 2005年6月16日から7月31日にかけて行われていた「New IMPREZA 試乗インプレッションキャンペーン(2005年6月19日時点でのアーカイブより引用)」の5000名様限定プレゼントとして、『ENTHUSIA NEW IMPREZA WRX STI 体験版』も制作された。製品版との違いは以下の通り。
  - モードは「FREE RACE」「OPTION」のみ
  - 使用できる車種はスバル・インプレッサ STIの、2005年当時の最新モデルのみ
  - 走行できるコースは「VICTORIA GARDEN」「AUTUMN MOUNTAIN」「BURGENSCHLUCHT」の3コース
  - 操作性の改善（ステアリング操作が十字キーにも振り当てられた、など）